# Vordingborg gamle rådhus
Vordingborg gamle rådhus er et tidligere rådhus, der er beliggende på Algade 97 i Vordingborg. Rådhuset har været fredet siden 1977.
Bygningen blev opført 1843-1845 af kongelig bygningsinspektør Peter Kornerup som landets første historicistiske rådhus. Det fremstår med gule pudsede vægge, valmet tegltag og karakteristiske spidsbuede gotiske vinduer. Bygningen er placeret ved Slotstorvet overfor borgruinen. Den symmetriske placering fremhæver rådhuset som torvets vigtigste bygning.
Kunsthistoriker Knud Voss skrev, at rådhuset er "stilperiodens smukkeste rådhusbygning, der skønnes at være et udtryk for mødet mellem klassicisme og nygotik".
På grunden lå oprindeligt byens fattiggård. Fra begyndelsen skulle det fungere som både rådhus, tinghus og arresthus. Arrestforvareren boede i stueetagen, hvor der var arrestpladser og der var også en arrest i kælderen frem til 1896. Her blev opført en særskilt arrestbygning med plads til 13 indsatte. Bygningen blev opført vinkelret på den oprindelige bygning og blev tegnet af tømrermester Wilsbech fra Næstved. Arresten var i drift frem til 2007. Ifølge Vordingborg Lokalhistoriske Arkiv har Mogens Glistrup siddet fængslet der i 2005.
I 2009 blev bygningen købt af Realdania, som restaurerede bygningen frem til 2013. Her blev det ydre bragt tilbage til det oprindelige. Som et led i renoveringsarbejdet blev en senere tilbygget arrest bag rådhuset fjernet og erstattet af et nyt, delvist nedgravet kontorhus, tegnet af Praksis Arkitekter. Rådhuset er i dag udlejet til Vordingborg Kommune og rummer blandt andet Danmarks Borgcenters administration.